# Lukáš Rosol

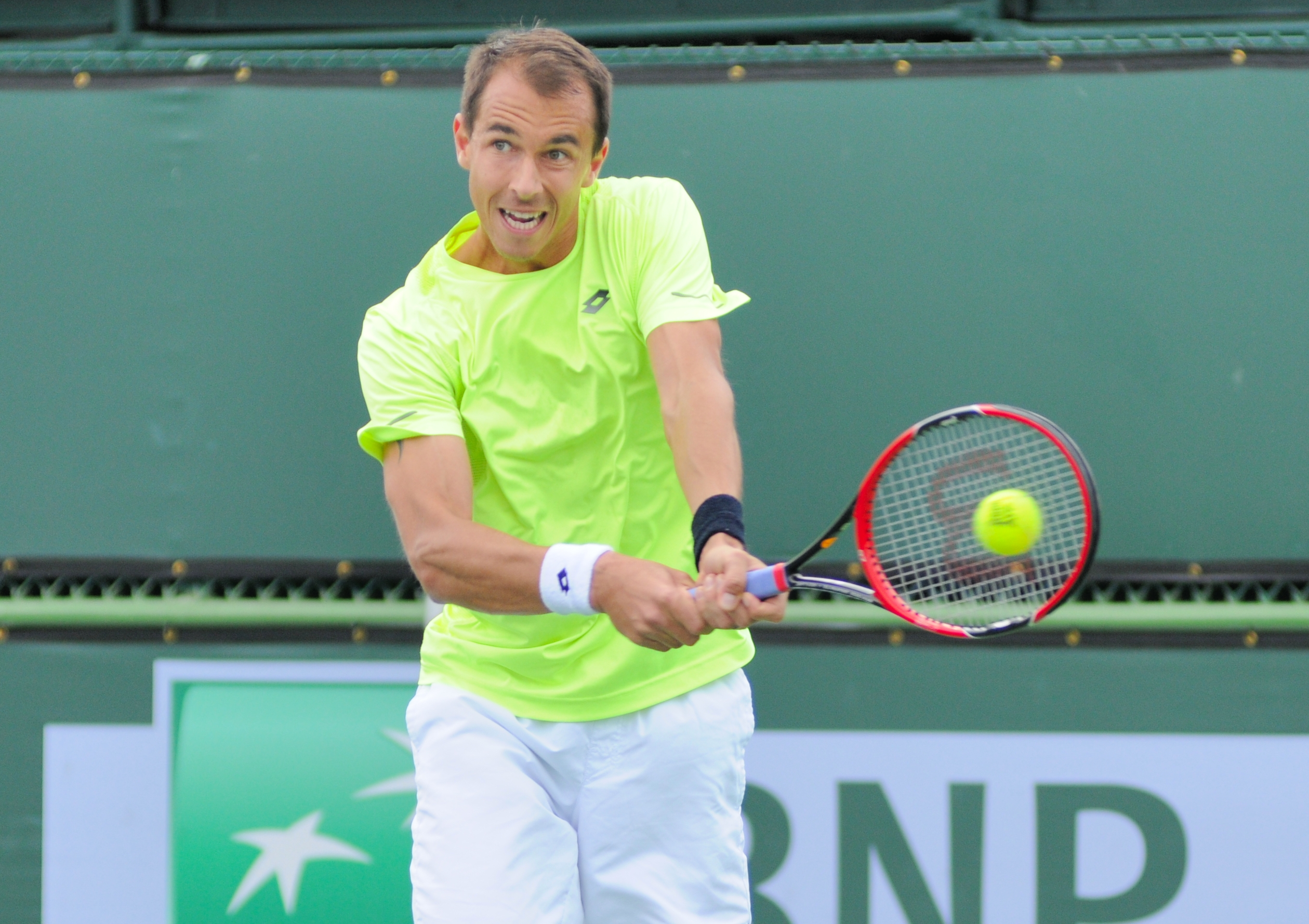

Lukáš Rosol, född den 24 juli 1985 är en tjeckisk professionell tennisspelare.
Rosol är bland annat känd för att i Wimbledon 2012, när han var rankad 100 på världsrankingen, besegrat den dåvarande världstvåan Rafael Nadal i fem set. I december 2014 var Rosol nummer 31 på ATP-rankingen.